# Концерт для скрипки с оркестром № 1 (Брух)
Концерт для скрипки с оркестром № 1 соль минор, Op. 26 — произведение Макса Бруха для скрипки и симфонического оркестра, наиболее популярное сочинение этого композитора. Примерная продолжительность звучания 25 минут.

## История создания
Брух начал работать над своим концертом летом 1864 г. в Мангейме, пользуясь консультациями концертмейстера местного оркестра Иоганна Нарет-Конинга, и продолжил работу в 1865—1866 гг. в Кобленце, где он возглавлял городской Институт музыки. В итоге на это сочинение у композитора ушло около полутора лет. Премьера концерта состоялась в Кобленце 24 апреля того же года, солировал Отто фон Кёнигслёв, оркестром Института музыки дирижировал автор. После премьеры Брух, не удовлетворённый результатом, обратился за советом к Йозефу Иоахиму и получил от выдающегося скрипача длинный список поправок и рекомендаций; впоследствии композитор дважды приезжал к Иоахиму в Ганновер для работы над концертом. Кроме того, Брух консультировался с другим известным скрипачом, Фердинандом Давидом, и с дирижёром Германом Леви. Обновлённая редакция впервые прозвучала в исполнении Иоахима 5 января 1868 года в Бремене, дирижировал Карл Мартин Райнталер; в том же году он был представлен на Нижнерейнском музыкальном фестивале в Кёльне. В итоге Брух надписал на партитуре концерта посвящение «Йозефу Иоахиму в знак уважения» (нем. Joseph Joachim in Verehrung zugeeignet); Иоахим своей рукой зачеркнул слово «уважение» и вписал поверх него слово «дружба».

## Состав
1. Vorspiel — Allegro moderato
2. Adagio
3. Finale — Allegro energico

## Характеристика музыки
Произведение Бруха принадлежит к наиболее характерным образцам скрипичного концерта эпохи романтизма, с самого начала указывая на преемственность к двум знаменитым предшественникам — концертам Бетховена и Мендельсона. Все три части выдержаны в сонатной форме, что не вполне обычно, однако Брух трактует её в нестандартном ключе.

## Рецепция
Британская премьера концерта в 1868 году была встречена резко негативной критикой, оценившей произведение как неинтересное и претенциозное. Это не помешало триумфальному шествию сочинения по разным странам; в частности, Пабло Сарасате познакомил с ним публику Парижа и Брюсселя, а в 1872 г. исполнил нью-йоркскую премьеру с Нью-Йоркским филармоническим оркестром под управлением Карла Бергмана. В 1893 г. Брух дирижировал концертом в Лондоне уже в качестве одного из выдающихся композиторов современности (он прибыл в Англию по приглашению музыкального общества Кембриджского университета вместе с Арриго Бойто, Камилем Сен-Сансом и П. И. Чайковским), исполнение (солировал Ладислас Горски) было встречено овацией. Йозеф Иоахим отмечал в 1906 году, что концерт Бруха принадлежит к четвёрке важнейших немецких скрипичных концертов, из которых бетховенский — самый бесспорный, брамсовский — самый серьёзный, мендельсоновский — самый сердечный, а концерт Бруха — самый соблазнительный.
Концерт входит в стандартный репертуар скрипачей и в число наиболее популярных произведений классической музыки. Так, в 2000 году он занял первое место в голосовании слушателей британской радиостанции Classic FM, ненамного опередив Второй фортепианный концерт Сергея Рахманинова.

## Судьба оригинала
Композитор продал права на издание концерта в 1868 году издателю Альвину Кранцу за 250 талеров и впоследствии горько сожалел об упущенной выгоде, поскольку от дальнейших продаж не получал ничего. Тем не менее, у него всю жизнь хранилась оригинальная рукопись, с которой он расстался лишь незадолго до смерти в 1920 году, рассчитывая выручить таким образом хоть какие-то деньги. Ноты концерта взяли с собой в США американские пианистки сёстры Сутро, обещав продать рукопись и прислать композитору деньги в долларах. Брух умер, не дождавшись этих денег, а его наследники через некоторое время получили некоторую сумму в германских марках, не стоившую в действительности почти ничего из-за галопирующей гиперинфляции. Дальнейшие попытки выяснить у сестёр Сутро судьбу нот не приводили к успеху. Только в 1968 году выяснилось, что пианистки продали их лишь в 1949 году американскому коллекционеру Мэри Флаглер Кэри, по завещанию которой вся нотная коллекция, включая концерт Бруха, перешла во владение Библиотеки Моргана в Нью-Йорке.